# Istedgade (film)
Istedgade er en dansk kortfilm fra 2006, der er instrueret af Birgitte Stærmose efter manuskript af hende selv og Dunja Gry Jensen.

## Handling
Filmen er fortalt i fire historier, som udspiller sig den samme dag i eller omkring Istedgade i København og tilsammen danner et lyrisk portræt af byen og fire kvinder. Seerne møder den flimrende Emma, som så gerne vil please kæresten, den varsomme Ida, som ikke tør vælge kærligheden, den hungrende Nadia, som drømmer om stjernerne, og den gravide Sophie, som ikke kan mærke sig selv.

## Medvirkende
- Anna Fabricius som Emma
- Helle Fagralid som Ida
- Dina Al-Erhayem som Nadia
- Trine Dyrholm som Sofie
- David Dencik som Django
- Janus Nabil Bakrawi som Mark
- Björn Bengtsson som Robert
- Thomas W. Gabrielsson som Thomas
- Regitze Estrup som kunde 1
- Sisse Lund Sørensen som kunde 2
- Laura Bro som Louise
- Jomi Massage som Live Pige
- Simone Madsen som Live Pige
- Johanna Brüel som kvinde på gaden
- Jesper Christensen som Voice-over